# Королевский бриллиант
Королевский бриллиант (лат. Heliodoxa imperatrix) — вид колибри, птиц из отряда стрижеобразных.

## Описание
Самец этой колибри достигает длины тела от 15 до 17 см и массы 9,3 г. Самка немного меньше и легче с длиной тела от 12 до 13,5 см и массой 8,3 г. Клюв чёрный, ноги темно-серые. Длина хвоста сильно варьируется, особенно у взрослых самцов. Лоб, уздечка, горло и грудь самца блестят темно-зеленым цветом. Посередине горла квадратное блестящее бледно-фиолетовое пятно, брюхо блестит золотисто-зеленым. Верх головы и затылок темно-зеленые, остальная часть верха темно-бронзово-зеленая. Центральные рулевые перья темно-бронзовые, а боковые черные с бронзовым оттенком. У самки бронзово-зеленые верхние и центральные рулевые перья. Рулевые перья матово-зеленые по бокам с бронзовым отливом. Середина горла и грудь сероватые с множеством бронзово-зеленых пятен. Окрас становится бронзово-зеленым на боках и золотисто-зеленым на брюхе. У молодых самцов грудь, горло и голова тусклого темно-бронзово-зеленого цвета. Центр горла темно-серый. Поводья, подбородок и бока горла ярко-желто-коричневые. Золотисто-желтое брюхо кажется более тусклым и бронзовым. Хвост короче, чем у взрослого самца. У молодых самок горло похоже на горло молодых самцов. Внизу зеленые перья с желто-коричневой бахромой. В целом они кажутся более тусклыми, чем взрослые самки.
Голос этой колибри состоит из коротких звуков «цит», издаваемых со скоростью один тон в секунду. В полете или при кормлении она также издает эти звуки по отдельности.
Подвидов не образует.

## Ареал и места обитания
Распространена на северо-западе Южной Америки на западе и юго-западе Колумбии и северо-западе Эквадора, на тихоокеанских склонах Анд (горы Западная Кордильера в Колумбии и Эквадоре). Обитает в очень влажных предгорьях и туманных лесах нижней части склонов гор, на их опушках и в прилегающей вторичной растительности, на высотах от 400 до 2000 м над уровнем моря. Оба пола встречаются в верхней части полога леса и немного ниже по его краям. В подлеске встречаются только самки.

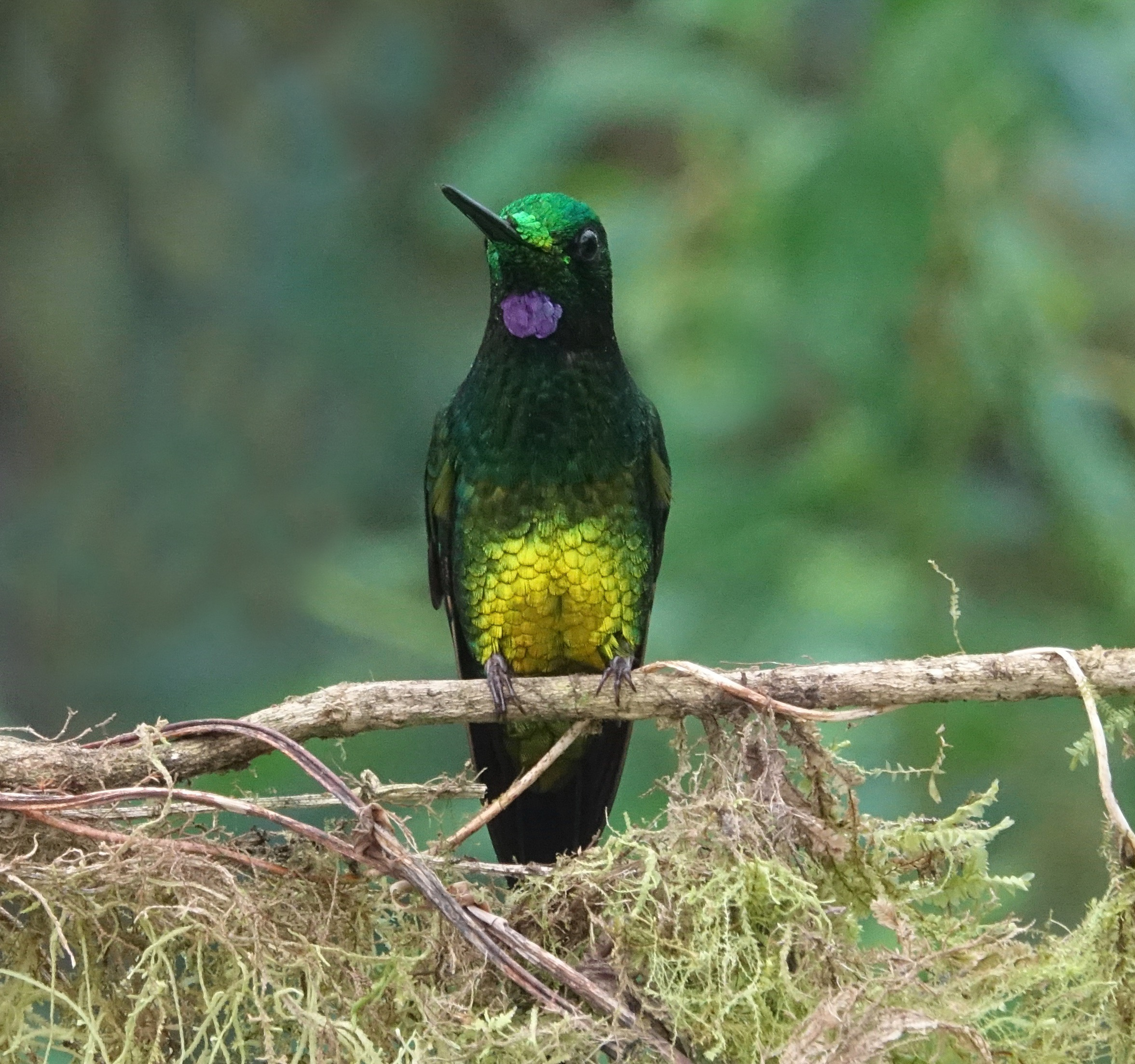

## Питание
Питается нектаром цветов растений из родов Marcgravia и Marcgraviastrum. Она также садится на соцветия, чтобы получить нектар из прицветников. Над эпифитными вересковыми растениями зависает перед свисающими цветами. Существует мало данных об членистоногих как об источнике пищи, за исключением того, что в нижних и средних ярусах леса наблюдалось собирание листьев и поиск пищи в полете.

## Размножение
Сезон размножения с января по апрель в западной Колумбии. Пуховое чашеобразное гнездо, возможно, незавершенное, было построено из бальсового шелка и паутины и было обнаружено на кроне пальмы в 10 метрах над землей у опушки леса. Два гнезда в западной Колумбии находились на опорах из арматуры под крышей редко используемой хижины. Также были обнаружены небольшие чашки, выложенные из древовидного папоротника, паутины и хлопка. В заброшенном гнезде находилось выдолбленное белое яйцо размером примерно 17 × 10,7 мм. В другом обнаруженном гнезде находились два 2—3-дневных птенца с закрытыми глазами, желтыми клювами и серыми кончиками. Кожа была серой с желто-коричневыми полосками на спине. Через 22—25 дней птенцы оперяются.